# 定率減税
定率減税（ていりつげんぜい）とは日本の1999年（平成11年）度の税制改正において家計の税負担を軽減する目的で導入された減税のことである。

## 概要
1999年（平成11年）、アジア通貨危機や大手金融機関の破綻を背景として景気対策のために恒久的減税として導入された。所得税については税額の20%相当（25万円を限度）が、個人住民税では税額の15%相当（4万円を限度）が控除された。減税額に上限が存在したため、部分的には定額減税の側面があった。
その後、経済情勢の改善等を理由に2006年（平成18年）分は所得税については税額の10%相当（12万5000円限度）、個人住民税では税額の7.5%相当（2万円を限度）に縮小され2007年（平成19年）以降については廃止されることになった。
「定率減税廃止は実質増税であり、住民税の税源移譲に伴う引き上げと共に家計の財政を直撃する」として反発が広がった。
これに対する代わりの減税措置としては定額減税の実施である。
2024年6月から新たに定額減税が実施され、4万円（所得税3万円と個人住民税1万円）が減税される。